# Спатодея
Спатодея (лат. Spathodea) — род двудольных цветковых растений, включённый в семейство Бигнониевые (Bignoniaceae). Включает один вид — Спатодея колокольчатая. Включён в список самых опасных инвазивных видов.

## Ботаническое описание

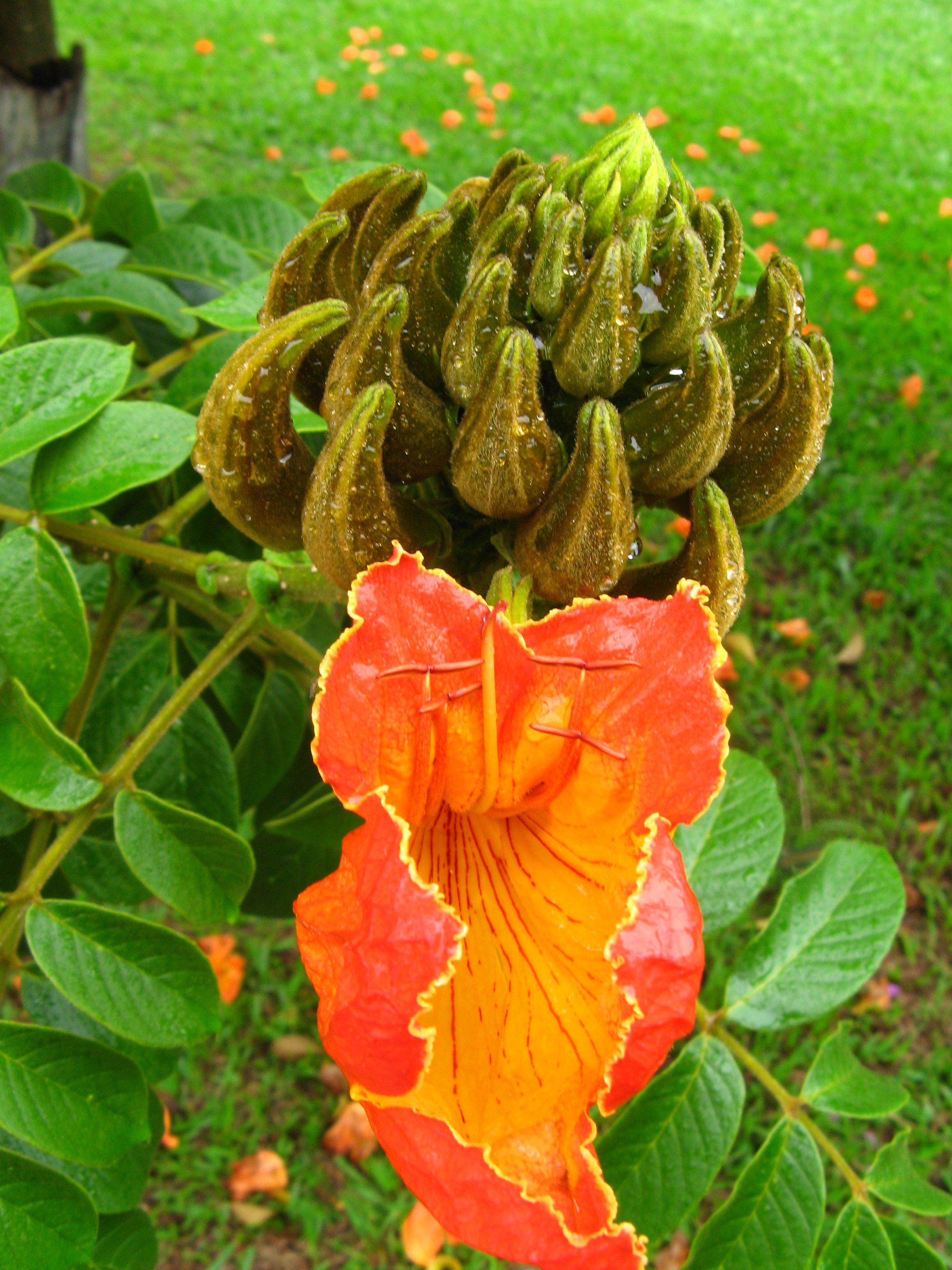

Спатодея — вечнозелёное дерево, обычно не превышающее 20 (редко до 25) м в высоту. Листья блестящие, супротивные или в мутовках по 3, пальчато-рассечённые на 9—17 листочков, каждый из которых до 15 см длиной, продолговато-эллиптической формы, сидячий или на коротком черешочке.
Цветки немногочисленные, крупные, двусторонне-симметричные (зигоморфные) в кистевидных соцветиях на концах веток. Чашечка 6—8 см, лопатковидной формы. Венчик ярко-алый или красно-оранжевый, трубчатый, до 12 см длиной, с 5 курчавыми лепестками. Тычинки примерно равные по длине трубке венчика.
Плод — сухая продолговатая коробочка до 20 см длиной и до 6 см шириной с многочисленными крылатыми семенами, распространяемыми ветром.

## Ареал
Первоначальный ареал спатодеи — тропическая Африка. Широко выращивается в тропических и субтропических регионах Азии и Америки, где нередко дичает и становится опасным инвазивным видом.

## Таксономия
|  |                                      |  |                                                         |                                                         |                       |  | ещё 22 семейства (согласно Системе APG III) |                     |                     |                            |
|  |                                      |  |                                                         |                                                         |                       |  |                                             |                     |                     | вид Спатодея колокольчатая |
|  |                                      |  |                                                         | порядок Ясноткоцветные                                  |                       |  |                                             |                     | род Спатодея        |                            |
|  |                                      |  |                                                         | порядок Ясноткоцветные                                  |                       |  |                                             |                     | род Спатодея        |                            |
|  | отдел Цветковые, или Покрытосеменные |  |                                                         |                                                         | семейство Бигнониевые |  |                                             |                     |                     |                            |
|  | отдел Цветковые, или Покрытосеменные |  |                                                         |                                                         |                       |  |                                             |                     |                     |                            |
|  |                                      |  | ещё 58 порядков цветковых растений (по Системе APG III) | ещё 58 порядков цветковых растений (по Системе APG III) |                       |  |                                             | ещё около 100 родов | ещё около 100 родов |                            |
|  |                                      |  |                                                         | ещё 58 порядков цветковых растений (по Системе APG III) |                       |  |                                             |                     | ещё около 100 родов |                            |

### Синонимы
Рода:
- Spadothea Dumort., 1829, orth. var.

Вида:
- Bignonia tulipifera Schumach., 1827
- Spathodea danckelmaniana Büttner, 1889
- Spathodea nilotica Seem., 1865
- Spathodea nilotica f. bryanii O.Deg. & I.Deg., 1974
- Spathodea tulipifera (Schumach.) G.Don, 1838